# بي باتل بيرست تيربو
بي باتل بيرست تيربو (بالإنجليزية: Be Battle Burst Turbo)‏ هي سلسلة مانغا يابانية من تأليف هيرو موريتا وأنتجت الى أنمي من قبل إستديو أو إل إم.

## القصة
تدور أحداث القصة حول الفتى أغيد الذي يطمح أن يصبح أفضل لاعب بلابل في العالم، وينافس لاعبين أقوياء من أجل تحقيق حلمه ويلتقي أصدقاء كثيرون أثناء رحلته،وكان أقوى نزال له ضد الاعب فراس الذي يريد تدمير جميع البلابل في العالم ولكن في النهاية إستطاع أغيد أن يهزمه.

## الممثلون
| الشخصية               | صوت الدبلجة العربية |
| --------------------- | ------------------- |
| أغيد                  | هبة سنوبر           |
| نوار/ريان             | غادة عمر            |
| حنان/فيصل/ضاري        | أميرة حذيفي         |
| سهيل/سديل             | فيروز داود          |
| جابر/صقر/المعلق الأول | طالب الرفاعي        |
| فراس/المعلق الثاني    | فادي الحموي         |
| هزيم                  | أسعد سنديان         |
| عامر                  | أحمد حمود           |
| زهرة/فلك              | رشا بيدس            |
| كساب                  | هبة زيني            |
| شهاب                  | مهجة الشيخ          |
| ماهر                  | أحمد حجازي          |
| فريد                  | ندى محفوض           |
| سليم                  | حنان شقير           |
| كرزة                  | رزان الحبش          |
| كمال                  | محمد مصطفى          |
| رأفت/المدير           | مأمون الرفاعي       |
| والدة أغيد            | جيسيكا سمعان        |
| والد أغيد             | مروان فرحات         |
| المعلق الثالث         | نضال جوهر           |

### طاقم العمل
- الشارة :-
  - كلمات :شفيق البيطار
  - ألحان :باسم زواندي
  - غناء :عاصم سكر
- الترجمة :مروة إسلامبولي
- الإعداد :حنان حموي،لمى الرفاعي
- المونتاج والتترات :سامر القزة
- المكساج :سامر أبو عسلي
- ماسترينغ :لويس أبو عسلي
- المعالجة الإلكترونية :نور الدبسي
- المتابعة المالية :محمد حسان مهنا،فراس رنه
- الإدارية التنفيذية :محمد القزة
- الإشراف الفني :مأمون الرفاعي

## أنظر أيضاً
- بي باتل برست
- بي باتل بيرست إيفولوشن
- بي باتل بيرست رايز

## وصلات خارجية
- بي باتل بيرست تيربو على موقع نتفليكس